# Ana Karen Allende
Ana Karen Allende es una artista textil de la Ciudad de México originaria de Coyoacán, quien se especializa en la creación de muñecas de trapo y animales de tela suave. 
La primera muñeca que hizo fue cuando su hermana menor estaba a punto de cumplir quince años. Para la celebración de Quinceañera en Xochimilco se acostumbra dar a la niña su "última muñeca" como una forma de marcar su transición de niña a mujer. Decidió hacer ella misma la muñeca para su hermana con las habilidades de costura enseñadas por sus abuelas. Poco después, comenzó a hacer muñecas para sus amigos y familiares y la atención que recibió la llevó a pensar en venderlos.
Comenzó su propia pequeña empresa llamada Retacitos en el año 2002 con la participación de miembros de su familia como en aquel entonces esposo, Sinhúe Lucas, además convocó a varias madres solteras en su área para trabajar. Creando con esto una fuente de trabajo para personas que no les es fácil conseguir trabajo para la manutención de sus hijos. Actualmente continúa con su proyecto impulsando las madres solteras e hijos ya crecidos a creer en sí mismos. Realizan piezas personalizadas incluyendo la fabricación de muñecas que se parecen a personajes famosos como Frida Kahlo, e incluso aquellos que se parecen al comprador. Alega que su objetivo es revivir la tradición de la muñeca de hecha en casa, pero en una forma más moderna, ya que es posible ser absolutamente moderno desde de la tradición. Por lo general se adhiere a las formas familiares y a los conceptos de identidad cultural de México, como la lucha libre, muñecas de trapo tradicionales, ángeles, caballos, conejos, sirenas, personajes y criaturas de las leyendas, los mitos y las diferentes tradiciones mexicanas, así como la diversidad biológica del país.
Ha sido reconocida como Creador de Arte Popular con Identidad de la Ciudad de México, una artesana mexicana auténtica por el Consejo de Pueblos y Barrios Originarios de la Ciudad de México desde 2010, su obra ha sido expuesta en varios museos y eventos culturales y ha ganado el 3.er lugar en la VI Bienal Internacional de Arte Textil Contemporáneo WTA (2012) y el 1.er lugar en la categoría juguetes en el Gran Premio de Arte Popular FONART (2006).

## Historia

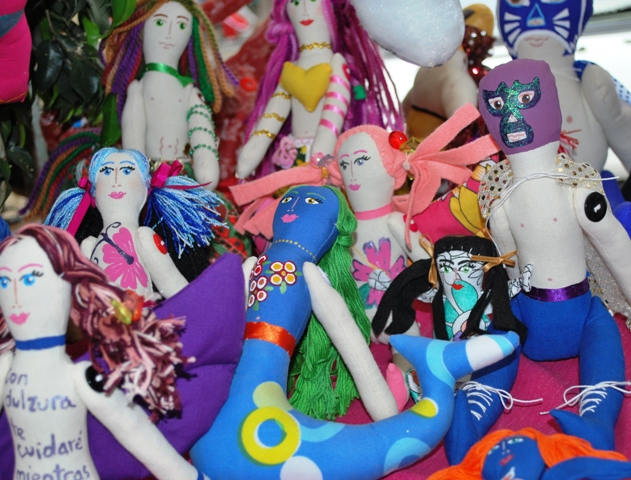
Muñecas en su puesto en San Ángel

La tradición de hacer muñecas en México se remonta a Teotihuacán, con hallazgos de muñecas de arcilla con miembros articulados. Mientras que los juguetes se han hecho desde la época prehispánica, la mayoría de las muestras arqueológicas están en malas condiciones debido a los materiales naturales con que eran hechos. La realización de muñecos hechos a mano continúa en varias zonas, especialmente los indígenas de Chiapas, Jalisco, Michoacán, Oaxaca y Querétaro, con diversos materiales, los hechos de tela y cerámica son dominantes. La fabricación de muñecas de trapo en México llegó a su apogeo en el siglo XIX.
A Ana Karen Allende, le enseñaron a coser sus abuelas, usando una máquina de coser Singer del final del siglo XIX. En ese momento, Sinhúe Lucas quien fuera su esposo, estaba desarrollando una investigación de arqueología industrial sobre el impacto de la introducción de esas máquinas a México a finales del siglo XIX. Fue con esta máquina con que creó sus primeras muñecas. También le enseñaron a tejer y bordar. Su bisabuela le enseñó a pintar y decorar sus juguetes para que se pudieran personalizar. Su madre les fomentó la creatividad para hacer sus propios juguetes a partir de prácticamente cualquier material. De ahí, se interesó en la pintura y el dibujo, y con el apoyo de sus padres tomó clases. Sus abuelos vivían en el centro de Coyoacán, lo que le permitió conocer a muchos de los artesanos que venden allí, aprendiendo a trabajar con el alambre.
Cuando se mudó a Xochimilco, se involucró en la cultura local a través de la participación en bodas, fiestas religiosas, quince años y otros eventos. Su hermana menor estaba a punto de cumplir quince años y en Xochimilco, es habitual que la niña en su fiesta de quinceañera reciba su última muñeca de sus padrinos, una señal de paso de la infancia a la edad adulta. Estas muñecas tienen rasgos distintivos del rito de paso como los zapatos de tacón en lugar de zapato plano. Allende decidió hacer esta muñeca ella misma para su propia hermana.
Este fue el comienzo de su investigación sobre la tradición de hacer muñecas de trapo en México. Pronto comenzó a hacer las muñecas como regalos para familiares y amigos. La atención que recibieron las muñecas condujo a la idea de venderlos. Uno de sus primeros artículos hechos para la venta fueron unos conejos. Ella comenzó a fabricar y vender muñecas de trapo y animales de tela a partir de 2002 con la intención de incidir en el mercado del último juguete para quinceañeras. Su en aquel entonces suegra trabaja la técnica artesanal de cartonería y le presentó a muchos artesanos de la ciudad ampliando su red de conocidos. Desde entonces, ha desarrollado su arte para revivir la tradición de hacer muñecas hechas a mano en casa de diversos diseños y animales de tela, con innovaciones modernas.

## Creaciones

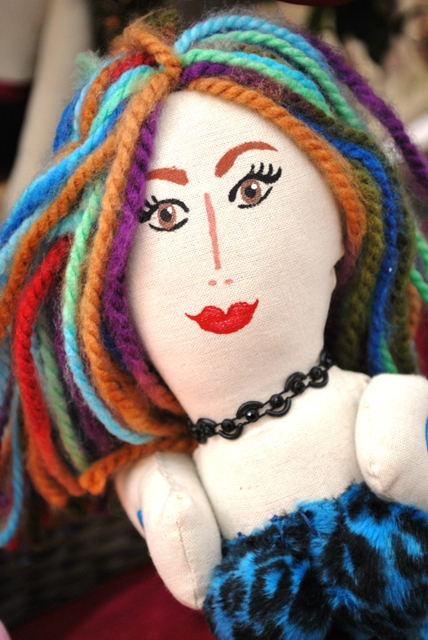
Cara de una de las muñecas

Ella dice que las muñecas de trapo comerciales y animales de peluche son impersonales y copias simples. Sus creaciones son únicas ya que no hay dos exactamente iguales. Los diseños más populares son los de la lucha libre como Blue Demon, El Santo, y El Rayo de Jalisco, así como los personajes de leyendas y otras criaturas de referente o identidad cultural y tradiciones de México, como aluxes, chaneques, calacas y guardianes. Sus obras incluyen muñecas de la pintora Frida Kahlo y criaturas que recuerdan a los alebrijes, así como muñecas de trapo tradicionales, hadas, caballos, centauros, sirenas y mucho más. Sin embargo, dice que a excepción de los pedidos personalizados, todas las piezas realizadas se basan en la cultura mexicana y la tradición de alguna manera. Así que las imágenes no son de la cultura popular de fuera de México, sino de figuras que han sido conocidas por las artesanías mexicanas y la tradición del arte popular.
También ha hecho muñecos que se parecen a personajes famosos y de sus propios clientes. Una de las creaciones de Retacitos fue una muñeca hecha para parecerse a la cantante Cecilia Toussaint, la cual fue utilizada para abrir uno de sus espectáculos. También se hizo una figura de tamaño natural del escritor Julio Cortázar  con su gato y un cigarrillo. Cuando recibe un pedido de este tipo,  hace una investigación sobre la persona para saber más acerca de ellos.

## Retacitos
Desde el año 2003, ha vendido sus juguetes en San Ángel. Su obra elabora bajo el nombre de Retacitos consolidado como una marca desde el año 2005, una pequeña empresa familiar que comparte con el equipo de trabajo ahora amigas, como Carmen Torres y Francisca. Karen, compartiendo el esfuerzo, la alegría y las propuestas ha generado una gran cantidad de juguetes de tela con diseños tradicionales y modernos. Se origina en Coyoacán, Ciudad de México, sus actividades representan un beneficio para las familias con quien comparte el trabajo para el desarrollo de los juguetes, fomenta el rescate de la tradición de los juguetes hechos en casa. Para ella, su actividad es una forma de vida.
Se ha expuesto el trabajo de Retacitos en varios estados de México y en algunos países del mundo, en museos, galerías de arte, ferias, centros culturales, varias delegaciones de la ciudad, en tiendas con intereses culturales. También han sido entrevistados en diferentes medios de comunicación, tanto impresos como de televisión e Internet. También trabajan para pedidos grandes con madres solteras por lo general, quienes pueden trabajar en casa y cuidar de sus hijos. El nombre se originó en el hecho de que la mayoría de los hogares tienen pequeños trozos de tela, hilo y otros accesorios que pueden ser utilizados para hacer las muñecas y otros artículos creativos. Mucho de esta tradición se ha perdido porque la gente por lo general ya no sabe coser. El negocio se ha centrado en llevar sus juguetes a una mayor difusión en la Ciudad de México, Cancún, Nayarit, San Miguel de Allende y otros lugares. Ha trabajado con la Universidad Autónoma Metropolitana y el Tecnológico de Monterrey CCM para desarrollar el negocio. Retacitos vende directamente al público sólo en San Ángel, los sábados. Es posible encontrar Retacitos en tiendas como Museum, Cacha Estudio, Garros Galería, Sollano 16, el Museo de Arte Popular, el Museo Nacional de Antropología, el Museo Mexicano del Diseño, el Museo del Estanquillo, el Museo del Juguete, entre otros.

## Exposiciones y premios

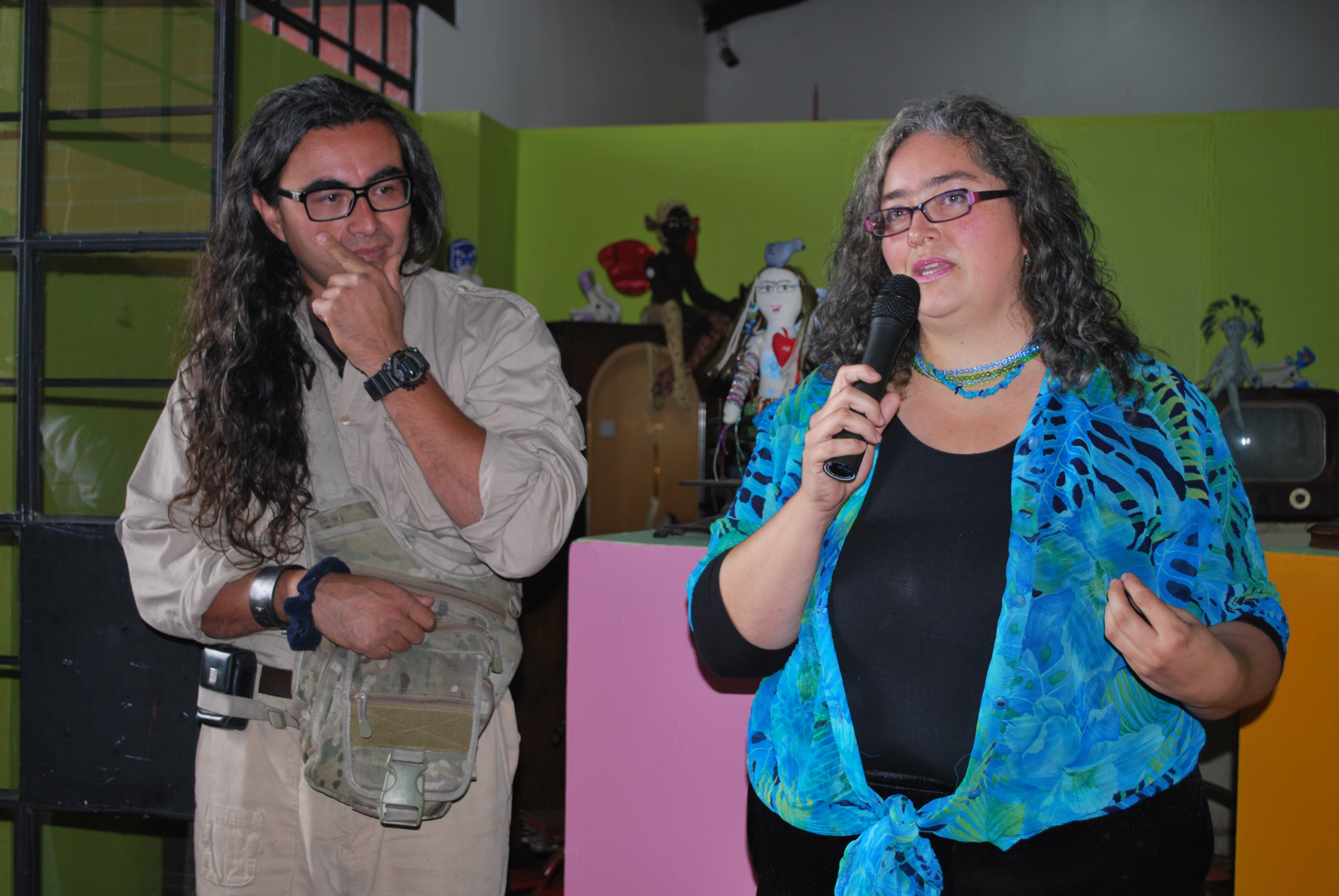
Allende y esposo Sinhué Lucas en la apertura de exhibición en el Centro Cultural Mexiquense.

Con el apoyo de una agencia de gobierno llamada FONDESO, la empresa ha participado en exposiciones en el World Trade Center y en diversas Ferias de Economía Popular. Su obra ha sido expuesta en países como Alemania, Suiza, Guatemala. Uruguay, Francia, Canadá y España. El trabajo de Allende, Retacitos, se ha expuesto en la Galería Garros, Museo del Estaquillo, Museo Casa Estudio Diego Rivera y Frida Kahlo, Museo de Arte Popular, y en festivales como el Festival Internacional de las Almas en Valle de Bravo. Para este festival fue creada una serie de muñecos relacionados con el Día de Muertos en México.  La exposición se llamó "Desde el más allá con alma de trapo" que consistió en unos cincuenta ejemplares entre móviles, juguetes y otras piezas de tamaño natural en el Museo Joaquín Arcadio Pagaza. Se referían a la muerte y la cultura popular mexicana. En 2012 participó nuevamente en el mismo festival en compañía de Enriqueta Landgrave, esta vez con la exposición "De la vida a la muerte". Asimismo, en la exposición individual en homenaje por el Día Internacional de la Mujer en el Centro Cultural Carranza llamada "Retazos con mirada de mujer", en marzo de 2012. Yaxché, el árbol sagrado maya hecho de tela es parte de la selección de la asociación francesa Fiber Art Fever A.C., que hizo la exposición Mágico Textil en la Casa Abierta al Tiempo, de la Universidad Autónoma Metropolitana en la Ciudad de México en mayo de 2011.
Ganó el primer premio en la categoría de juguetes en el Gran Premio de Arte Popular FONART en 2006 y está certificada por el Consejo de Pueblos y Barrios Originarios del DF como un Creador de Arte Popular con Identidad de la Ciudad de México, un artesano mexicano auténtico. En 2007, su obra fue expuesta en el Museo del Estanquillo, que incluye una figura de Judas de un metro de altura y una muñeca de tamaño real de Frida Kahlo. Hoy en día, estas piezas pertenecen al escritor Iván Restrepo.  Su trabajo "Lucharé por tus sueños" con un tema ambiental de la lucha entre el aire limpio y el aire contaminado, fue acreedor al tercer lugar de los sesenta seleccionados al salón de Gran Formato en la VI Bienal Internacional de Arte Textil Contemporáneo. Ahora la pieza pertenece a la Organización Mundial de Arte Textil.
Su ahora exesposo Sinhué Lucas realizó una pieza seleccionada para formar parte del movimiento internacional de Constructoys 2006 juguetes de diseño llamada Héroe nacional con alas, asimismo su trabajo formó parte de la exposición "A la muerte con una sonrisa 2007", ambas en el Museo Mexicano del Diseño.